# Salambò (film 1925)
Salambò (Salammbô) è un film muto del 1925 diretto da Pierre Marodon.

## Produzione
Il film fu prodotto dalla Gaumont-Franco Film-Aubert (G.F.F.A) e dalla Sascha-Film. Venne girato a Vienna.

## Distribuzione
Il film uscì nelle sale cinematografiche austriache il 30 gennaio 1925. In Germania, il film venne distribuito con il titolo Der Kampf um Karthago.
In Italia venne distribuito dalla Titanus.

## Censura
Il film in Italia fu pesantemente censurato; venne:
- Eliminata la scena in cui Salambò emerge dalla conta in giù.
- Attenuata la scena in cui Mathò poggia la testa sul seno di Salambò.
- Eliminati i fotogrammi del momento in cui Mathò e Salambò si adagiano sul divano.
- Eliminati i fotogrammi del momento della effrazione della catena ai piedi di Salambò.
- Eliminata la scena in cui dei guerrieri tagliano membra umane per sfamarsi.
- Eliminata la scena in cui Mathò viene spinto con ferri arroventati.
- Attenuata la scena del sacerdote che si accanisce sul corpo di Mathò per strappargli il cuore.
- Eliminata la scena in cui si vede il Sacerdote col cuore brandito sul coltello in primo piano.[3]